# Venceslaus Ulricus Hammershaimb

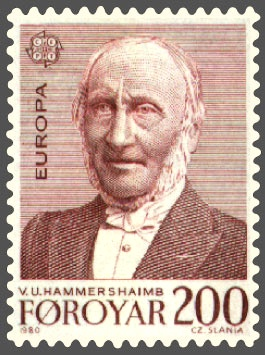
V.U. Hammershaimb, sur un timbre des Postes féroïennes

Venceslaus Ulricus Hammershaimb (Sandavágur, 25 mars 1819 – Copenhague, 8 avril 1909), dont le nom est communément abrégé en "V.U. Hammershaimb" ou "Venzel Hammershaimb", est un pasteur et un philologue féroïen. C'est essentiellement à lui qu'on doit l'élaboration de l'orthographe utilisée actuellement pour le féroïen, qui repose sur des bases étymologiques.

## Vie
Fils d'Armgarð Maria, née Egholm, et de Jørgen Frants Hammershaimb, premier magistrat (" Løgmaður") des Féroé, Venceslaus Ulricus Hammershaimb nait le 25 mars 1819, dans la résidence des titulaires de cette fonction, á Steig, à Sandavágur, sur l'île de Vágar.
Les Hammershaimb descendent de Wenceslaus Franciscus de Hammershaimb, qui, en tant que protestant, ont été expulsé de Silésie en 1674, et est le fils de Georg Smendein, anobli en 1642 par l'empereur Ferdinand III sous le nom de "von Hammershaimb".
En octobre 1831, la famille d'Hammershaimb l'envoie effectuer ses études à Copenhague. Il y arrive en février 1832, après avoir passé l'hiver en Norvège. En 1839, il s'inscrit à l'université de la capitale danoise. En 1841, il effectue une brève visite sur les lieux de son enfance. C'est en 1847 qu'il passe son examen de fonction (embedseksamen). Dès le printemps de cette même année, il revient aux îles Féroé, afin d'y recueillir chants, légendes et autres éléments de folklore et d'en étudier la langue et ses différents dialectes; ce voyage, qui dure une année, est suivi d'un autre, en 1853, au cours duquel il se penche essentiellement sur la prononciation du féroïen et ses autres particularités. En 1855, il épouse Élisabeth Christiane Augusta Gad, née en 1829 à Tórshavn et fille du doyen des Féroé, C. Pram Gad. Cette même année il est nommé aux fonctions de pasteur pour la partie septentrionale de l'île de Streymoy.
C'est dans l'église de Kvívík, l'un des villages dont il a la charge, qu'il pose le 31 décembre 1855 un geste historique, en lisant l'évangile en féroïen, alors que le culte se célébrait jusqu'alors exclusivement en danois. Il engage ainsi le processus qui, en 1939, aboutit à officialiser l'utilisation de la langue féroïenne dans l'Église luthérienne de l'archipel.
En 1862, il est désigné pasteur pour la grande île voisine de Streymoy, Eysturoy. De 1866 à son départ des Féroé, Hammershaimb est député du roi au Parlement des îles Féroé, le Løgting, durant trois législatures. Devenu doyen de l'archipel en 1867, il le quitte en 1878, pour s'installer dans l'île danoise de Seeland, à Lyderslev et Frøslev, où il est également pasteur. En 1897, il s'établit avec sa femme à Copenhague, au 110 de la Ryesgade. Il y meurt le 8 avril 1909. Enterré dans le cimetière de Lyderslev, il a légué au peuple féroïen une langue écrite.

## Travaux philologiques

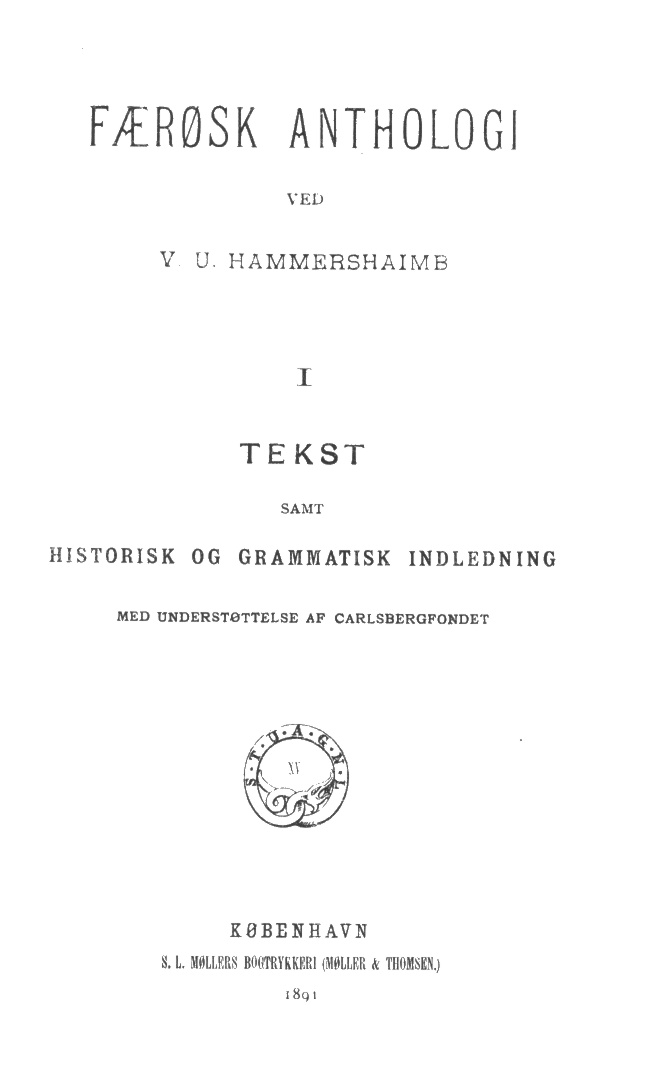
Parue en 1891, lAnthologie féroïenne, est, avec ses quelque 1050 pages, le chef-d'œuvre de Hammershaimb. Sa troisième édition, de 1991, est toujours en vente aux Féroé.

Bien que d'ascendance allemande, V.U. Hammershaimb est élevé en danois et en féroïen étant donné que ses ancêtres occupaient depuis trois générations des fonctions administratives dans l'archipel et s'étaient fortement intégrés à la nation féroïenne au fil des alliances avec des familles du cru. Dès sa jeunesse, il montre le plus vif intérêt pour l'idiome insulaire, le féroïen, langue située à mi-chemin de l'islandais et du norvégien commun, ainsi que pour sa production intellectuelle, laquelle s'est exprimée dans une riche poésie populaire, transmise oralement, qui emprunte ses thèmes tant à l'antique épopée scandinave qu'à la matière des sagas ou aux chansons folkloriques norvégiennes ou danoises, sans cependant avoir donné naissance à une quelconque œuvre littéraire écrite. Certes, un nombre appréciable de ballades avaient été recueillies dès la fin du dix-huitième siècle et une anthologie en avait même été imprimée au début du dix-neuvième siècle, au moment même où un élan était donné à l'utilisation du féroïen dans des œuvres écrites mais il faut attendre Hammershaimb pour qu'une orthographe soit fixée, que la langue reçoive une formalisation grammaticale et que soit entamée une édition systématique de ces ballades et légendes dont il est permis de dire qu'elles forment la base de la littérature féroïenne.
Par rapport aux folkloristes et éditeurs de textes qui l'ont précédé, Hammershaimb a l'avantage de connaître l'islandais, qui lui fait prendre conscience de la parenté étroite entre le féroïen et le vieux norrois et lui fournit une clé pour aborder le vocabulaire de sa langue. Soucieux d'en sauvegarder la pureté et de faire apparaître cet apparentement linguistique, tout en créant un dispositif capable d'intégrer les différents dialectes de l'archipel, Hammershaimb opte pour une orthographe étymologisante. La version définitive de cette graphie est fixée dans son Manuel de féroïen (Færøisk Sproglære), édité dans les Annales d'études et d'histoire de la Scandinavie ancienne (Annaler for nordisk Oldkyndighed og Historie) de 1854, puis repris, sous une forme remaniée, en introduction de l'Anthologie féroïenne 1891. Par la suite, elle est employée dans la quasi-totalité des travaux en rapport avec le féroïen. Si pour un étranger qui a quelques notions d'islandais, il est de ce fait fort aisé de trouver ses marques dans un texte féroïen imprimé, cette même orthographe a pour inconvénient d'occulter une bonne part des nombreuses particularités que présente la prononciation féroïenne.

## Œuvres
- 1847-1848: Meddelelser fra en rejse på Færøerne ("Communications sur un voyage aux îles Féroé")
- 1851: Færøske kvæder ("Balades féroïennes"), I, Copenhague (Sjúrðar Kvæði)[1]
- 1855: Færøske Kvæder ("Balades féroïennes"), II, Copenhague, 2e édition, Tórshavn, 1969
- 1884: Føroyingasøga ("La saga des Féroïens"), Tórshavn, 137 pp., éditions ultérieures en 1919 et 1951.
- 1891: Færøsk Anthologi I. Tekst samt historisk og grammatisk Indledning ("Anthologie féroïenne, I, Texte et introduction historique et grammaticale"), Copenhague; troisième édition, Tórshavn, 1991, 576 pp.
- 1891: Færøsk Anthologi II. Ordsammling og Register ("Anthologie féroïenne, II, Lexique et index", élaboré par Jakob Jakobsen), Copenhague, 3e, Tórshavn, 1991, 467 pp.
- 1990: Havfrúgv; Nykur, Tórshavn, Føroya skúlabókagrunnur, 22 pp. (manuel scolaire).